# Norma (technika)
Norma – dokument będący wynikiem normalizacji i standaryzujący jak najszerzej pojętą działalnością badawczą, technologiczną, produkcyjną, usługową.
Norma podaje do powszechnego i stałego użytku sposoby postępowania lub cechy charakterystyczne wyrobów, procesów lub usług.
Norma może mieć albo charakter dokumentu technicznego i wtedy jej stosowanie jest fakultatywne albo prawno-technicznego, którego stosowanie jest obligatoryjne.

## Rodzaje norm
Ze względu na treść i obszar stosowania wyróżnia się (według PN-EN 45020:2007) następujące rodzaje norm:
- norma terminologiczna
- norma podstawowa
- norma badań
- norma wyrobu
- norma procesu
- norma usługi
- norma interfejsu
- norma danych

Ze względu na zasięg stosowania wyróżnia się od 4 do 6 rodzajów norm:
- norma zakładowa - obowiązująca w danym zakładzie pracy, przedsiębiorstwie lub grupie powiązanych ze sobą przedsiębiorstw na mocy decyzji osoby zarządzającej lub właściciela
- norma branżowa - opracowywana przez branżowe ośrodki normalizacyjne i adresowana do podmiotów danej branży czyli działu/ poddziału gospodarki krajowej
- norma lokalna - obowiązująca na części terytorium danego kraju, np. w danej prowincji Chin
- norma krajowa (w tym norma krajowa własna i norma krajowa implementowana) - ustanawiana przez krajową jednostkę normalizacyjną danego kraju z myślą o powszechnym dostępie i stosowaniu na całym terytorium tego kraju, np. w Polsce - Polska Norma
- norma regionalna - ustanawiana przez jednostki normalizacyjne o zasięgu większym niż kraj i mniejszym niż świat, np. przez CEN
- norma międzynarodowa - ustanawiana przez międzynarodowe organizacje normalizacyjne, przede wszystkim przez ISO (choć np. ASTM także aspiruje do bycia międzynarodową organizacją normalizacyjną)

Ze względu na doborwolność/ obligatoryjność stosowania wyróżnia się:
- normy techniczne - normy krajowe, branżowe i lokalne przeznaczone do dobrowolnego stosowania w gospodarce
- normy techniczno-prawne - normy krajowe, branżowe i lokalne, których stosowanie w gospodarce jest nakazane prawnie pod sankcją karną (do 1993 r. w Polsce, obecnie np. w Chinach); normy techniczo-prawne mogą uzyskiwać moc obowiązującą: 1) jako rozporządzenia (tekst normy jest tekstem rozporządzenia), 2) jako załączniki do rozporządzeń, 2) przez wymienienie ich numerów i tytułów w załącznikach do rozporządzeń.

## Instytucje lub organizacje opracowujące i publikujące normy
Opracowywaniem norm zajmują się odpowiednie organizacje lub instytucje, np. ISO, CEN, IEC, CENELEC, IEEE, World Wide Web Consortium (W3C) czy JPEG. Niektóre normy narodowe stają się faktycznym standardem międzynarodowym w danej dziedzinie, np. amerykańskie normy ANSI czy niemieckie DIN. W Polsce istnieje zestaw regulacji o nazwie Polska Norma (PN) opracowanych przez komitety techniczne PKN (Polski Komitet Normalizacyjny).

### Organizacje o zasięgu krajowym
Normy przez nie publikowane mają ograniczony zakres stosowania. Dotyczą one na ogół działań na terenie państw, w których zostały opublikowane. Czasem są stosowane szerzej np. w handlu międzynarodowym, podczas produkcji na obcy rynek oraz gdy umownie uznano za celowe ich stosowanie poza granicami kraju publikacji. W Polsce normami tego rodzaju są Polskie Normy.

### Organizacje międzynarodowe
Normy publikowane przez organizacje międzynarodowe mają różny zasięg stosowania. Na ogół są one przyjmowane w państwach należących do danej organizacji. Zaletą tych norm jest duży obszar ich stosowania znacznie ułatwiający współpracę międzynarodową w produkcji, handlu i najszerzej pojętej technice i gospodarce.